# Mats Maggi
Mats Maggi (ca. 1989) is een Belgisch bowler.

## Levensloop
In 2022 behaalde hij goud op het Europees kampioenschap in het Tsjechische Olomouc.